# Dopravní podnik měst Chomutova a Jirkova

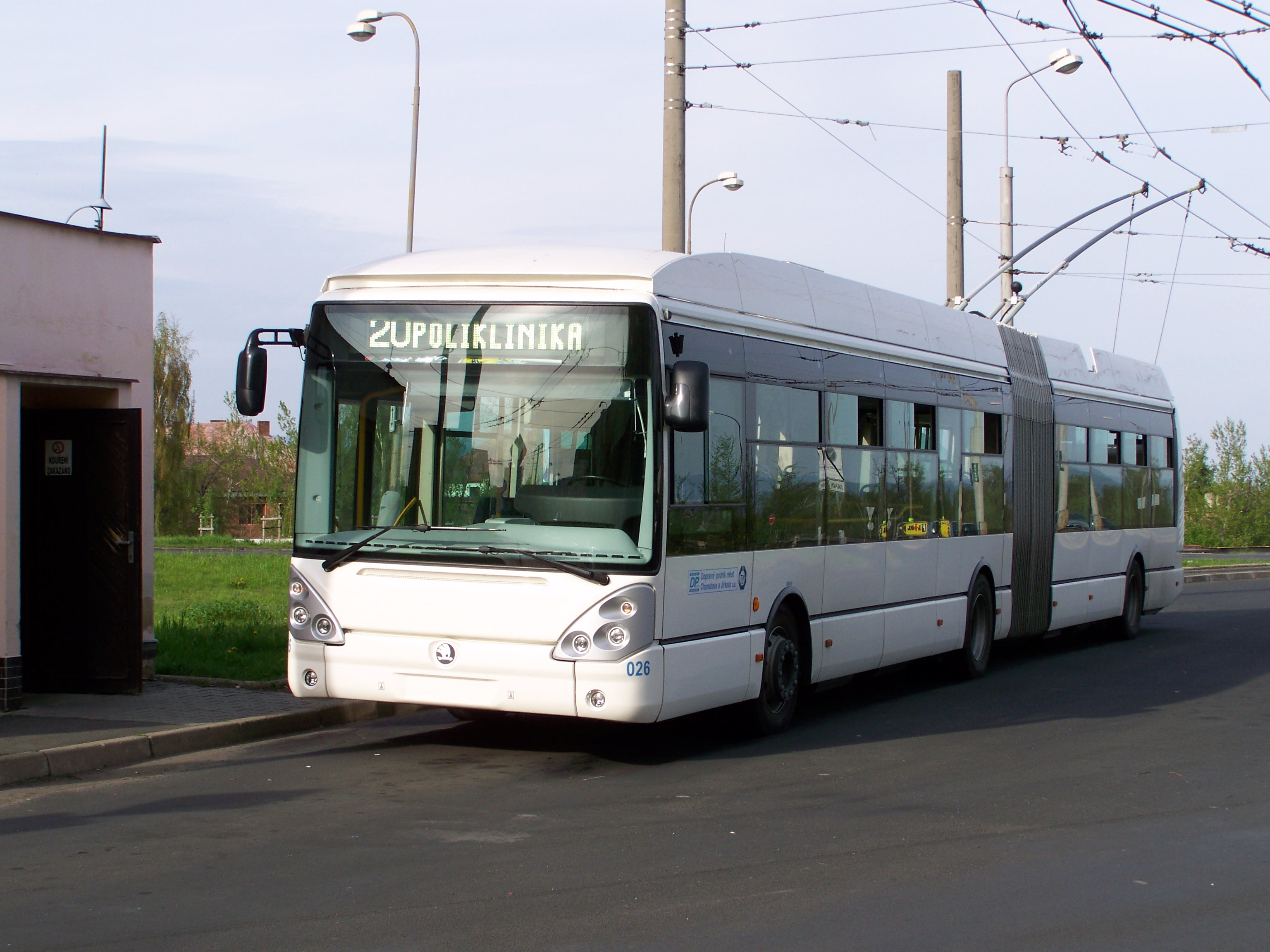
Škoda 25TrBT in Chomutov

Die Dopravní podnik měst Chomutova a Jirkova a.s., kurz DPCHJ, sind die Verkehrsbetriebe der tschechischen Städte Chomutov und Jirkov. Sie betreiben 11 Oberleitungsbus- und 13 Omnibuslinien.
Der Betrieb ist am 1. Januar 1991 aus dem ehemaligen landesweiten Verkehrsbetrieb ČSAD hervorgegangen. Das Unternehmen betreibt seit dem 1. Juli 1995 Obuslinien in beiden Städten. Seit dem 1. April 1996 ist der Betrieb eine Aktiengesellschaft, wobei 75 % durch die Stadt Chomutov und 25 % durch die Stadt Jirkov gehalten werden.
Der heutige Obusbetrieb ging auf eine Initiative der beiden Städte zurück, zwischen den beiden Kommunen eine Schnellstraßenbahn einzurichten. Zu diesem Zwecke wurde auf den beiden großen Verbindungsstraßen je eine Trasse für die Straßenbahn freigehalten. Als 1990 die Kosten ermittelt wurden, wurde eine Straßenbahn als zu teuer eingestuft, es begannen mit der Planung für den Obus. Der Bau des Obusnetzes begann am 7. September 1992. Die ersten Fahrzeuge wurden am 23. Juli 1994 durch die Firma Škoda geliefert.
Der Probebetrieb fand ab dem 29. Juni 1995 statt. Ab dem 31. August 1998, nachdem der zweite Teil des Netzes in Betrieb ging, hatten die Betriebe 25 Kilometer Obuslinie. 2002 ging ein weiterer, zum Teil privat finanzierter Abschnitt in Betrieb.